# Ghouli (The X-Files)
«Ghouli» es el quinto episodio de la undécima temporada de la serie de televisión estadounidense de ciencia ficción The X-Files. El episodio fue escrito y dirigido por James Wong y se emitió el 31 de enero de 2018 en la cadena Fox. El lema de este episodio es «You see what I want you to see», «Ves lo que quiero que veas». Aunque originalmente no se anunció como un episodio de mitología, «Ghouli» ayuda a explorar la mitología general de la serie y sirve como el segundo de los tres episodios de mitología de la temporada después del estreno de la temporada.
El programa se centra en agentes especiales del FBI que trabajan en casos paranormales sin resolver llamados expedientes X; centrándose en las investigaciones de Fox Mulder (David Duchovny) y Dana Scully (Gillian Anderson) tras su reincorporación al FBI. En este episodio, un par de adolescentes se atacan entre sí, cada una creyendo que la otra es un monstruo, conocido como «Guli». Mulder y Scully descubren que su investigación los conduce a su hijo perdido hace mucho tiempo, William.

## Argumento
Dos adolescentes, Sarah Turner (Madeleine Arthur) y Brianna Stapleton (Sarah Jeffery), entran en un barco oxidado y abandonado llamado Quimera. Cada una entra por su cuenta, en medio de la noche, explorando el barco atracado. Escuchan los pasos de la otra recorriendo diferentes niveles del barco. Ambas chicas se acusan mutuamente de ser «Guli». Brianna se impacienta y corre por la cubierta de madera podrida que se derrumba debajo de ella. Cae dentro del puente, donde la aterrorizada Sarah grita, empuñando su cuchillo. Cada una ve a la otra como el Guli. Terminan apuñalándose la una a la otra.
Dana Scully (Gillian Anderson) abre los ojos en la oscuridad, acostada sobre una cama en una misteriosa casa, sintiendo una presencia detrás de ella. Explora la casa y tras un laberinto interminable termina en la misma habitación. Todo resulta ser un sueño. Fox Mulder (David Duchovny) teoriza que la experiencia es un tipo de parálisis del sueño. Ella trata de recordar cuando ve una fotografía del Quimera en el escritorio de Mulder. Le vuelven los recuerdos de su sueño, donde agarra una bola de nieve con una réplica del mismo barco dentro. En la escena del crimen, los agentes se reúnen con el detective Costa (Louis Ferreira). A bordo del barco, Scully ve la huella de mano ensangrentada dejada por una de las chicas en el puente y Mulder pregunta quién hizo la llamada. Costa les informa que fue una llamada anónima al 911 de un hombre asustado. Más tarde, la atención de Scully se centra en un hombre que los observa desde una de las pasarelas portátiles. Costa les informa que las víctimas preguntaron si encontraron a Guli. Cuando Scully se gira para ver si el hombre está allí, él ya se ha ido.
Mulder y Scully buscan en Internet y se encuentran con Ghouli.net. Interrogan a las dos adolescentes sobre las puñaladas. Ambas nombran a su novio, Jackson Van De Kamp, cuyo apellido coincide con los padres adoptivos de William. Los agentes llegan a la casa Van De Kamp, que Scully reconoce de su sueño. Al escuchar dos disparos, los agentes entran corriendo en la casa y descubren los cuerpos de un hombre y una mujer en el suelo. Se escucha un tercer disparo desde el piso de arriba, donde Scully encuentra el cadáver ensangrentado de Jackson Van De Kamp. Los agentes buscan en la habitación de Jackson y encuentran un libro de Peter Wong, un artista del ligue. Scully ve un globo de nieve con un molino de viento y se lo lleva.
Scully entra a la morgue para ver el cuerpo de Jackson. Ella se sienta a su lado y comienza a hablar con él, sin saber si él podría ser su hijo. Mulder la saca de la habitación y cuando salen, Jackson abre su bolsa para cadáveres y escapa de la morgue. Scully está tumbada en un sofá y tiene otra experiencia de parálisis del sueño, con una visión del puente y el ovni flotando encima y una mano extraterrestre. El Dr. Harris la despierta y le dice que el cuerpo de Jackson ha desaparecido. Scully choca con el hombre que vio en los muelles, Peter Wong (François Chau), cayendose el globo con el molino. Wong le pregunta a Scully sobre su molino de viento y le dice que no se dé por vencida.
Walter Skinner (Mitch Pileggi) se encuentra con Mulder en el Quimera diciéndole que abandone la investigación. Mulder se niega y le dice que el ADN de Jackson coincide con el de Scully. Los agentes suponen que William está en el hospital donde están tratando a las dos chicas. Allí, Jackson le explica a Brianna que se ha estado escondiendo porque hay personas persiguiendole y que él «inventó» a Guli. Mulder y Scully llegan al hospital y se encuentran con Costa, les dice que Jackson está vivo. Resulta que Sarah le envió a Costa un mensaje de texto con una foto de Jackson y Brianna besándose. Jackson trata de irse pero es perseguido por agentes del Departamento de Defensa. Acorralado dentro de un armario de suministros, engaña a uno de los agentes para que piense que el otro es un monstruo y lo mata. Jackson se esconde debajo de un escritorio, mientras Mulder y Scully encuentran a otros dos agentes en el suelo. Jackson escapa proyectándose a sí mismo como una enfermera asustada.
Al día siguiente, Scully ve una gasolinera rural que tiene un molino de viento fuera, justo como en la bola de nieve. Mulder va a usar el baño y Scully se encuentra con Peter Wong. Ambos tienen una conversación y con Wong dice que desea poder conocerla. Después de que Wong se marche, Mulder le pregunta a Scully con quién estaba hablando, lo que la llevó a recordar a Wong, el autor del libro encontrado en la habitación de Jackson. Los agentes entran a la tienda y piden ver las cintas de vigilancia. En la grabación, Scully está teniendo una conversación con William. Ella sonríe mientras Mulder la abraza al ver a su hijo, vivo.

## Producción

### Rodaje
El rodaje de la temporada comenzó en agosto de 2017 en Vancouver, Canadá, donde se filmó la temporada anterior, junto con las cinco primeras temporadas del programa.

### Escritura
Wong se inspiró para escribir este episodio después de tener una experiencia de parálisis del sueño en México, mientras rodaba una película. «Experimenté esta locura en un hotel: sentí una presencia en la habitación, no podía moverme. Estaba siendo perseguido por una entidad y luego estaba otra vez en cama. Esa fue la génesis. Realmente me afectó. Así es como lo comencé. Y fue el quinto episodio, así que queríamos tener una piedra de toque para la mitología. Los productores ejecutivos Chris Carter, Glen Morgan, Darin Morgan y yo hablamos de la idea de William, pero también me encantaban los episodios de monstruos. Así fue cómo pudimos combinar esas dos ideas que me gustan tanto en algo conectado con William. Y luego vas, espera un segundo, William tiene poderes especiales. Entonces, todas esas ideas se entrelazan y se convierten en este episodio. Me encanta insinuar una cosa y que la realidad sea diferente».

## Recepción
En su emisión inicial en los Estados Unidos el 31 de enero de 2018, recibió 3,64 millones de espectadores, cifra inferior a la de la semana anterior, que tuvo 3,87 millones de espectadores.
«Ghouli» recibió críticas muy positivas. En Rotten Tomatoes tiene una aprobación del 100 % con una calificación promedio de 7.3 de 10 basado en 7 revisiones.